# Clădirea fostei Camere Guberniale de Revizie (Chișinău)
Clădirea fostei Camere Guberniale de Revizie este o clădire amplasată pe str. Vlaicu Pârcălab, 17 în Chișinău, Republica Moldova. Este un monument arhitectural de importanță națională inclus în Registrul monumentelor Republicii Moldova ocrotite de stat cu nr. 194 (municipiul Chișinău). Datează de la înc. sec. XX.